# Dibamus seramensis
Espèce
Dibamus seramensis est une espèce de sauriens de la famille des Dibamidae.Sa LMC ou « longueur du museau au cloaque » (longueur du corps d'un animal queue non comprise) peut atteindre 203 mm.

## Répartition
Cette espèce est endémique de Céram aux Moluques en Indonésie.

## Étymologie
Son nom d'espèce, composé de seram et du suffixe latin -ensis, « qui vit dans, qui habite », lui a été donné en référence au lieu de sa découverte.

## Publication originale
- Greer, 1985 : The relationships of the lizard genera Anelytropsis and Dibamus. Journal of Herpetology, vol. 19, n. 1, p. 116-156.